# Saint-Didier (Vaucluse)
Saint-Didier település Franciaországban, Vaucluse megyében. Lakosainak száma 2192 fő (2022. január 1.). Saint-Didier Le Beaucet, Mazan, Pernes-les-Fontaines, La Roque-sur-Pernes és Venasque községekkel határos.

## Népesség
A település népessége az elmúlt években az alábbi módon változott:
| Lakosok száma | 2118 | 2136 | 2190 | 2144 | 2006 | 1996 | 2060 | 2126 | 2192 |
|               | 2013 | 2015 | 2016 | 2017 | 2018 | 2019 | 2020 | 2021 | 2022 |